# Прыйдзі і віждзь (фільм 1992)
«Прийди і дивись» (білор. «Прыйдзі і віждзь») — білоруський художній фільм 1992 року що розповідає про життя князя Ягайла.

## Сюжет
Фільм розповідає про життя князів Ольгерда і Ягайла, та становлення Великого князівства Литовського, Руського й Жемайтійського.